# Ontsnappingssnelheid

Het kanon van Newton

De ontsnappingssnelheid van een hemellichaam (bijvoorbeeld een planeet) is de minimale snelheid waarmee een niet-aangedreven voorwerp (met veel kleinere massa dan het hemellichaam) vanaf dat hemellichaam zou moeten worden weggeschoten (onder ideale theoretische condities, geen wrijving van de atmosfeer, geen invloed van andere hemellichamen) zodat de afstand tot dat hemellichaam naar oneindig nadert en het object dus niet naar het hemellichaam terugvalt. "Minimale snelheid" impliceert dat de limiet van de snelheid van het voorwerp nul is. 'Niet-aangedreven' is cruciaal: mét aandrijving is theoretisch geen minimale snelheid nodig.
Een andere mathematisch equivalente formulering is dat de ontsnappingssnelheid de snelheid is waarmee een voorwerp, van oneindig hoog vallend, op het oppervlak zou botsen. De beginsnelheid (in het oneindige) moet dan nul zijn en er moet ook aangenomen worden dat er geen luchtwrijving en dergelijk optreedt.
Meer algemeen kan men de ontsnappingssnelheid vanaf een punt op of buiten het hemellichaam beschouwen.
Zolang de motoren van een raket nog blijven werken hoeft de snelheid niet zo hoog te zijn als de plaatselijke ontsnappingssnelheid om uiteindelijk aan een hemellichaam te ontsnappen. De snelheid hoeft pas gelijk te zijn aan de plaatselijke ontsnappingssnelheid wanneer de aandrijving stopt. Dat is bij een raket pas op zekere hoogte, waar de ontsnappingssnelheid lager is dan op het oppervlak, dus de raket hoeft niet een snelheid te bereiken gelijk aan de ontsnappingssnelheid op het oppervlak van het hemellichaam.

## Berekening
De ontsnappingssnelheid in een punt op of buiten het hemellichaam kan bepaald worden door de totale energie van het te ontsnappen voorwerp op nul te stellen, de kinetische energie zou dus gelijk moeten zijn aan de benodigde toename (van een negatieve waarde tot nul) van de totale potentiële energie van het object.
De omgezette kinetische energie bij het bewegen van een punt P naar het oneindige is:
{\displaystyle -E_{pot}(P)=-\int _{P}^{\infty }\mathbf {F} (\mathbf {r} )\cdot \mathbf {dr} =-m\int _{P}^{\infty }\mathbf {g} (\mathbf {r} )\cdot \mathbf {dr} }
met {\displaystyle \mathbf {g} (\mathbf {r} )} de zwaartekrachtversnelling op positie {\displaystyle \mathbf {r} }, en de punt het inwendig product.
De kinetische energie bij snelheid v bedraagt:
{\displaystyle E_{kin}={\frac {1}{2}}mv^{2}}
De massa van het te ontsnappen voorwerp kan in de vergelijking weggestreept worden, want beide zijden van de vergelijking zijn ermee evenredig:
{\displaystyle -\int _{P}^{\infty }\mathbf {g} (\mathbf {r} )\cdot \mathbf {dr} ={\frac {1}{2}}v^{2}}

## Ontsnapping aan een bolsymmetrisch hemellichaam
{\displaystyle E_{kin}={\frac {1}{2}}mv^{2}}
De omgezette potentiële energie is voor een bolsymmetrisch hemellichaam:
{\displaystyle E_{pot}=\int _{R}^{\infty }F(r)dr=\int _{R}^{\infty }{\frac {GmM}{r^{2}}}dr=0-{\big (}{\frac {-GmM}{R}})={\frac {GmM}{R}}}
waarbij G de gravitatieconstante, M de massa van het hemellichaam en R de straal is.
Met het gelijkstellen van kinetische en potentiële energie volgt nu:
{\displaystyle v={\sqrt {\frac {2GM}{R}}}}
en met substitutie van de formule voor de zwaartekrachtversnelling g aan het oppervlak 
{\displaystyle g=G\cdot {\frac {M}{R^{2}}}}
volgt hieruit 
{\displaystyle v={\sqrt {2gR}}}
Voor de Aarde bedraagt de ontsnappingssnelheid ongeveer 11,2 km/s (ongeveer 40.000 kilometer per uur), voor de Maan 2,38 km/s, voor de planeet Jupiter 59,5 km/s, voor de Zon 600 km/s. Voor een zwart gat is zelfs de lichtsnelheid (ongeveer 300.000 km/s) niet genoeg. Dat verklaart waardoor dit hemellichaam zwart is; er ontsnapt immers geen licht.
Bij gebruik van raketten zijn de omstandigheden zodanig anders (meestal wel wrijving in een atmosfeer, geen versnelling in een enkel moment maar gedurende een periode (dus aandrijving), verandering van massa van de raket tijdens het branden van de motor, invloed van de rotatie van het hemellichaam) dat de ontsnappingssnelheid niet meer dan een ruwe indicator is van de voor het ontsnappen benodigde energie. Ook bij een object dat door een elektromagnetische katapult gelanceerd wordt zal de lucht in de atmosfeer het object afremmen, waardoor de uiteindelijke ontsnappingssnelheid van dit object hoger is dan als deze wordt berekend zonder luchtweerstand. Dit geldt natuurlijk niet voor hemellichamen zonder een uitwendige atmosfeer, zoals veel manen, of objecten zoals de cilinder van Bernal.
De ontsnappingssnelheid op een bepaalde afstand is {\displaystyle \scriptstyle {\sqrt {2}}} maal de omloopsnelheid bij een cirkelbaan. Zo is bij de baan van de Aarde de ontsnappingssnelheid van de Zon 42,1 km/s.

## Ontsnapping aan een bewegend hemellichaam
Voor de definitie van de ontsnappingssnelheid van een "bewegend" hemellichaam (voor een model met alleen dit hemellichaam en het te ontsnappen voorwerp is dit vrijwel een eenparige beweging) kan men, in aanmerking nemend dat snelheden altijd relatief zijn, een inertiaalstelsel kiezen waarbij het hemellichaam vrijwel níet beweegt. Terugvertaald naar een ander inertiaalstelsel volgt dan dat de ontsnappingssnelheid voor een bewegend hemellichaam de minimale relatieve snelheid van een object ten opzichte van het hemellichaam is om de afstand van het object tot het hemellichaam tot oneindig te laten naderen. "Minimale relatieve snelheid" impliceert dat de limiet van de snelheidsvector van het voorwerp die van het hemellichaam is.
Voor de techniek van het afschieten maakt het uiteraard niet uit welk inertiaalstelsel men kiest: het is net zo gemakkelijk of moeilijk om vanaf een hemellichaam met een snelheid van 10 km/s een object weg te schieten met een snelheid van 14 km/s of vanaf de andere kant te vertragen tot 6 km/s als het is om het vanuit stilstand weg te schieten met een (ontsnappings)snelheid van 4 km/s; dit ondanks het feit dat de aan het object toegevoegde kinetische energie respectievelijk 48 (van 50 naar 98), -32 (van 50 naar 18) en 8 (van 0 naar 8) MJ/kg is. De netto benodigde energie is in alle gevallen 8 MJ per weggeschoten kilogram. De verschillen worden verklaard door de verandering van de kinetische energie van het hemellichaam (dat door de wet van behoud van impuls een geringe snelheidsverandering ondergaat), respectievelijk -40, 40 en 0 MJ per weggeschoten kilogram.
De 40 MJ per weggeschoten kilogram die men extra aan het te ontsnappen object bij afschieten in de bewegingsrichting van het hemellichaam moet meegeven (boven de 50 die het al had en de 8 die altijd nodig zijn) vloeit geleidelijk weer terug naar het hemellichaam doordat het wordt aangetrokken door het afgeschoten voorwerp en daardoor geleidelijk wordt versneld tot zijn oorspronkelijke snelheid. In de limietsituatie heeft het object nog steeds zijn oorspronkelijke 50 MJ/kg die het vóór afschieten had. Die is nodig om mee te blijven bewegen met het hemellichaam, zodat het niet alsnog wordt ingehaald. Een en ander geldt omgekeerd bij het afschieten vanaf de andere kant.

## Ontsnapping aan een niet-bolsymmetrisch hemellichaam of een statische combinatie van hemellichamen
Bij een niet-bolsymmetrisch hemellichaam of een statische combinatie van hemellichamen is {\displaystyle \int _{P}^{\infty }\mathbf {g} (\mathbf {r} )\cdot \mathbf {dr} } de som van deze integralen voor gedeelten van het samenstel van massa's. De ontsnappingssnelheid voor het geheel valt daardoor te berekenen als de wortel uit de som van de kwadraten van de afzonderlijke ontsnappingssnelheden in hetzelfde punt. Als men spreekt over de ontsnappingssnelheid van een hemellichaam zonder meer, dan bedoelt men die vanaf het oppervlak. Als het hemellichaam echter niet bolsymmetrisch is, dan hangt de ontsnappingssnelheid af van de plaats op het oppervlak.
Bij bijvoorbeeld het verlaten van het zonnestelsel met vertrek vanaf de Aarde kan men de vraag stellen wat de minimale snelheid is waarmee een niet-aangedreven voorwerp zou moeten worden weggeschoten (onder ideale theoretische condities, geen wrijving van de atmosfeer, geen invloed van andere hemellichamen dan de Aarde en de Zon) zodat het tot in het oneindige van het zonnestelsel af blijft bewegen en niet terugvalt.
Als de Aarde stil zou staan ten opzichte van de Zon dan zou deze "gecombineerde ontsnappingssnelheid" zijn: {\displaystyle \scriptstyle {\sqrt {11,2^{2}\ +\ 42,1^{2}}}\ =\ 43,6\ \mathrm {km/s} }.

## Ontsnapping aan een combinatie van ten opzichte van elkaar bewegende hemellichamen
Als het bovenstaande ook zou gelden bij de werkelijke situatie, waarbij de Aarde een baansnelheid van 29,8 km/s om de Zon heeft, dan zou, als het object wordt gelanceerd in de richting waarin de Aarde in zijn baan om de Zon beweegt, slechts een relatieve snelheid ten opzichte van de Aarde van {{{1}}} nodig zijn.
Bij bewegende lichamen is het echter gecompliceerder; dat het bovenstaande dan niet geldt wordt al gesuggereerd door het feit dat als de baansnelheid van de Aarde lager zou zijn, de uitkomst lager zou kunnen worden dan de ontsnappingssnelheid zonder Zon. Als een object zich van de Aarde af beweegt in dezelfde richting als de Aarde beweegt dan verbruikt het object niet alleen kinetische energie voor het vergroten van de afstand tot de Aarde (en de Zon), dus voor omzetting in potentiële energie, maar wordt ook kinetische energie van het object overgeheveld naar de Aarde (de Aarde wordt versneld doordat het object haar aantrekt, zie ook boven en kinetische energie). Hierbij vloeit een deel van de kinetische energie die bij lancering is overgeheveld van de Aarde naar het object weer terug.
De benodigde snelheid ten opzichte van de Zon is dus hoger dan 43,6 km/s als het object wordt gelanceerd in de richting waarin de Aarde in zijn baan om de Zon beweegt. Het voordeel dat de benodigde snelheid ten opzichte van de Aarde lager is dan ten opzichte van de Zon omdat de baansnelheid van de Aarde van 29,8 km/s er vanaf gaat, wordt slechts gedeeltelijk tenietgedaan.

## Ontsnapping aan de Melkweg
Wetenschappers van het Duitse Leibniz Instituut voor Astrofysica in Potsdam hebben de snelheid berekend die een ruimteschip nodig heeft om te ontsnappen aan de zwaartekracht van de Melkweg. Die snelheid blijkt 537 kilometer per seconde te bedragen. Om die snelheid te kunnen berekenen, moesten de onderzoekers eerst een schatting maken van de massa en omvang van de Melkweg. Die massa bleek volgens hen met 1,6 biljoen zonnen half zo klein als eerder verondersteld.